# SIMBIO-SYS
SIMBIO-SYS, acronimo di Spectrometer and Imagers for MPO BepiColombo Integrated Observatory System (in italiano: Spettrometro e Imager per il Sistema d'osservazione MPO BepiColombo) è uno strumento sviluppato congiuntamente dalle agenzie spaziali italiana e francese a bordo del Mercury Planetary Orbiter (MPO) per la Missione BepiColombo.

Lo strumento, al quale sarà dedicato più del 50% del data volume dell'intera missione, si occuperà dell'analisi della superficie nel visibile e vicino infrarosso del pianeta Mercurio.
SIMBIO-SYS è composto da 3 canali:

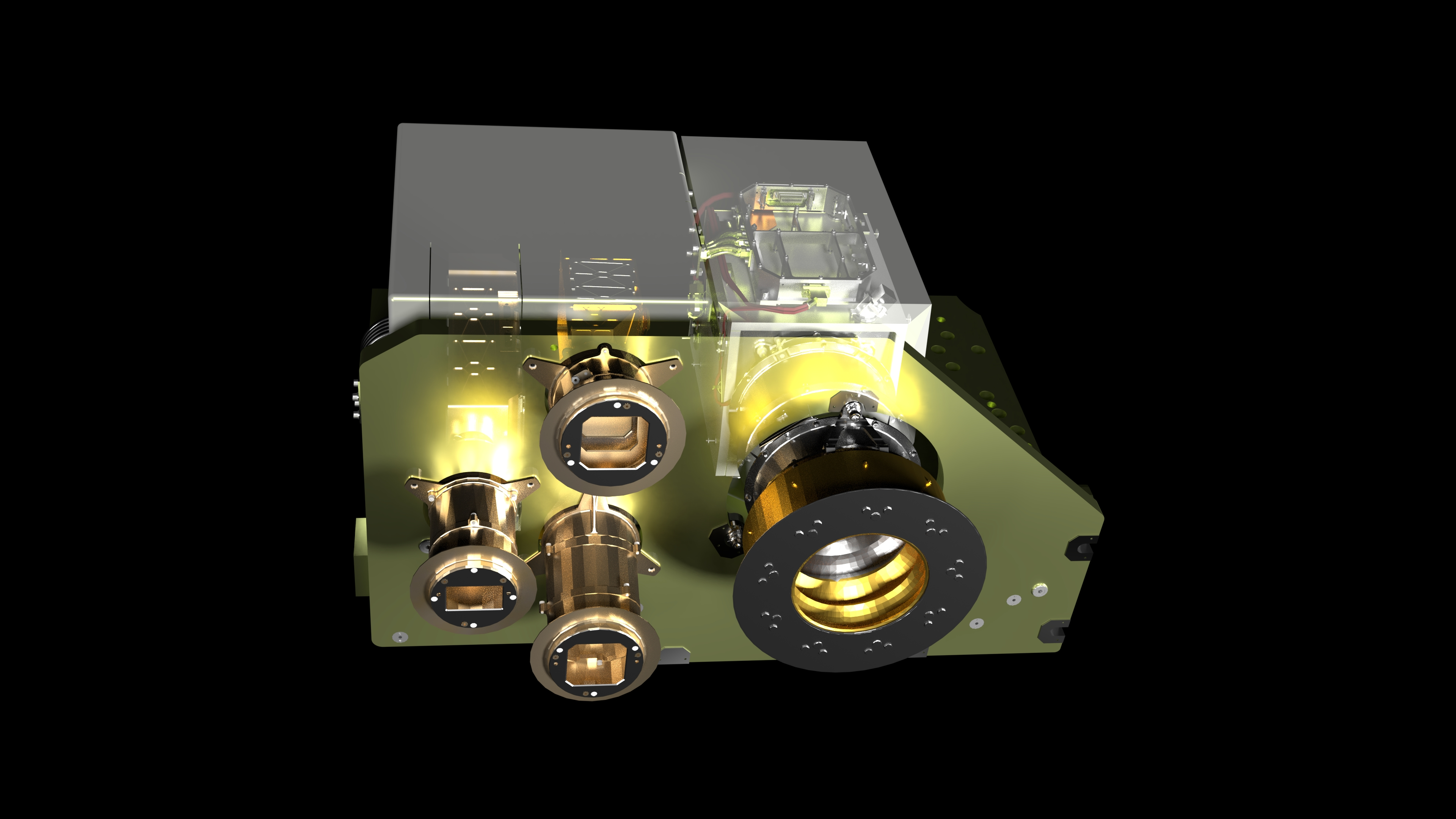
Lo strumento SIMBIO-SYS. Da sinistra: il canale VIHI, i due buffle di STC e il canale HRIC.

- STC (Stereo Imagining Channel)[2] la stereo camera che fornirà la ricostruzione 3D dell'intera superficie con una risoluzione inferiore a 120 m.

- HRIC (High Resoultion Channel): la camera a alta risoluzione che effettuerà acquisizioni di target con una risoluzione inferiore ai 12m.
- VIHI (Visible Infrared Hyperspectral Imager Channel) è un imager iper-spettrale nella gamma visibile e nel vicino infrarosso, che mapperà il pianeta al fine di fornire la composizione mineralogica globale della superficie.

Lo strumento è di responsabilità dell'Osservatorio di Padova.